# Discestra fusca
Discestra fusca là một loài bướm đêm trong họ Noctuidae.